# Karmin (Postolin)
Karmin (niem. Karmine) – przysiółek wsi Postolin w Polsce, w województwie dolnośląskim, w powiecie milickim, w gminie Milicz. Należy do sołectwa Postolin.
W latach 1975–1998 miejscowość położona była w województwie wrocławskim.

## Zabytki
Do wojewódzkiego rejestru zabytków wpisany jest:
- zespół pałacowy i folwarczny:
  - pałac w Karminie, z 1806 – pierwszej połowy XIX w. klasycystyczny pałac rodziny von Salisch; opuszczony i niezamieszkany od 1945; w remoncie (od kwietnia 2012)
  - park z końca XIX w.
  - oficyna z 1903 r.
  - ogród przy oficynie
  - folwark:
    - dom, nr 16  z 1903 r.
    - dom, nr 17 z 1900 r.
    - spichrz z 1903 r.
    - wozownia z 1890 r.,  przebudowana w 1913 r.
    - stajnia z 1890 r.,  przebudowana w 1913 r.
    - obora z 1894 r.,  przebudowana w 1905 r.
    - stodoła z 1910 r.[4]